# Reginald Gray
Pour les articles homonymes, voir Gray.
Reginald Gray, né à Dublin le 4 septembre 1930 et mort à Issy-les-Moulineaux le 29 mars 2013, est un portraitiste irlandais,.

## Biographie
Reginald Gray a étudié au National College of Art and Design (1953) avant de rejoindre Londres pour intégrer le courant mené par Francis Bacon, Lucian Freud et Frank Auerbach. Le portrait de Bacon qu'il réalise en 1960 fait partie de la collection permanente du National Portrait Gallery à Londres,. Il peint des portraits d'écrivains, de musiciens et artistes comme Samuel Beckett, Harold Pinter, Brendan Behan, Garech Browne, Derry O'Sullivan, Alfred Schnittke, Ted Hughes, Rupert Everett et Yves Saint Laurent. En 1993, l'UNESCO accueille une exposition rétrospective de ses œuvres à Paris.

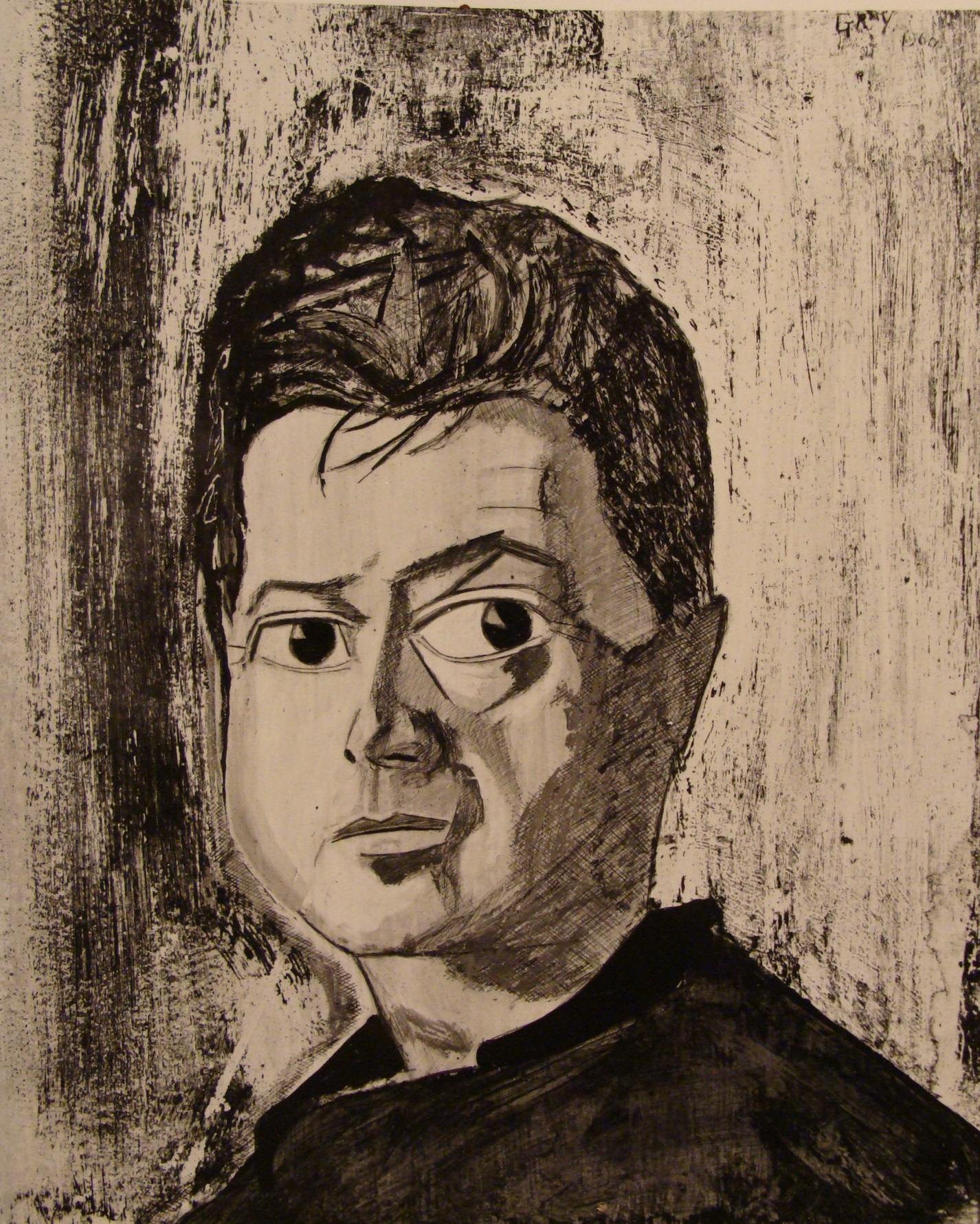
Portrait de Francis Bacon.
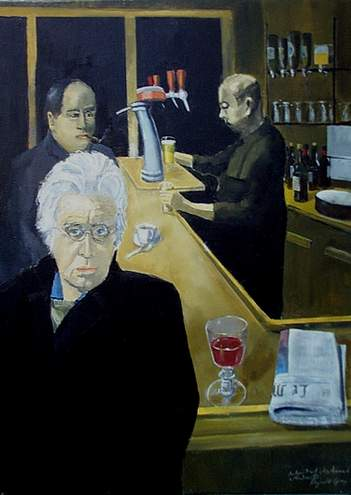
Autoportrait.